# Bargędzino
Bargędzino (kaszb. Bargãdzëno, niem. Bergensin) – osada w Polsce położona w województwie pomorskim, w powiecie lęborskim, w gminie Wicko. Bargędzino było punktem końcowym nieistniejącej już wschodniej odnogi linii kolejowej Lębork-Łeba.
W latach 1975–1998 miejscowość administracyjnie należała do województwa słupskiego.